# Hirotaka Tameda
Hirotaka Tameda (født 24. august 1993) er en japansk fodboldspiller, som spiller for den japanske fodboldklub JEF United Chiba.